# National Philharmonic Orchestra
La National Philharmonic Orchestra è stata un'orchestra sinfonica britannica con sede a Londra, costituita esclusivamente al fine di registrare colonne sonore cinematografiche e altre musiche.

## Storia
Venne fondata dal direttore d'orchestra Charles Gerhardt, produttore della RCA, e dal primo violino Sidney Sax, per soddisfare le richieste di registrazione da parte della Reader's Digest.
L'orchestra iniziò la sua attività nel 1964 utilizzando i nomi RCA Victor Symphony Orchestra e London Promenade, essendo quest'ultima costituita nella maggior parte degli strumentisti della London Philharmonic Orchestra. Divenne National Philharmonic Orchestra nel 1970.
Molti musicisti di grande talento, soprattutto nella regione londinese, vennero contattati da Gerhardt e Sax. L'orchestra cessò di essere una organizzazione esclusiva della RCA, quando Gerhardt sostituì Sax nella sua funzione di primo violino. La Decca Records cominciò ad usare l'orchestra nel marzo 1974 per la registrazione di un disco in 4 Fasi Stereo, il Yellow River Piano Concerto diretta da Elgar Howarth. La Columbia Records cominciò ad avvalersi dell'orchestra nel 1975.
Diressero l'orchestra Leopold Stokowski, Richard Bonynge, Charles Gerhardt e Michael Kamen. Bonynge registrò i tre balletti di Pëtr Il'ič Čajkovskij per la Decca, Gerhardt realizzò una serie di colonne sonore di film degli anni quaranta, cinquanta e sessanta produzioni del cinema hollywoodiano e Kamen realizzò una sessione orchestrale del lavoro di Eric Clapton, 24 Nights, alla Royal Albert Hall nel 1990 e nel 1991 per la Duck Records.
L'orchestra ha registrato le colonne sonore di molti film, particolarmente quelle scritte da Jerry Goldsmith, così come alcuni pezzi di Guerre stellari dal catalogo di John Williams. Anche Bernard Herrmann utilizzò regolarmente l'orchestra per la registrazione delle sue colonne sonore.
La National Philharmonic Orchestra è stata successivamente disciolta.

## Produzioni
Queste sono alcune delle colonne sonore registrate in Inghilterra ed eseguite dalla National Philharmonic Orchestra:
- La caduta delle aquile (The Blue Max) (1966)
- L'esorcista (The Exorcist) (1973)
- Barry Lyndon (1975)
- Il presagio (The Omen) (1976-81)
- I ragazzi venuti dal Brasile (The Boys from Brazil) (1978)
- Alien (1979)
- Atmosfera zero (Outland) (1981)
- Brisby e il segreto di NIMH (The Secret of NIMH) (1982)
- L'avventuriera perversa (The Wicked Lady) (1983)
- Supergirl - La ragazza d'acciaio (1984)
- Legend (1985)
- License to Kill (1989)
- Atto di forza (Total Recall) (1990)
- Mai senza mia figlia (Not Without My Daughter) (1991)

Altre musiche
- Ciaikovsky, Lago dei cigni - Bonynge/NPO, 1975 Decca
- Rossini, Ouvertures - Chailly/NPO, 1995 Decca
- Pavarotti, Arie veriste - De Fabritiis/NPO, 1969/1979 Decca
- Pavarotti, O holy night - Adler/NPO, 1976/1997 Decca